# Periclimenes colemani
Periclimenes colemani Bruce, 1975 è un gamberetto della famiglia Palaemonidae.

## Descrizione
È un gamberetto di piccole dimensioni, lungo da 1 a 2 cm; la femmina è più grande del maschio.

## Biologia
Forma coppie monogame che vivono in associazione con i ricci di mare del genere Asthenosoma (A. varium, A. intermedium), dotati di aculei velenosi. Il gamberetto si ricava una piccola nicchia sull'esoscheletro del riccio, rimuovendo alcuni degli aculei; si ciba inoltre dei pedicelli ambulacrali del riccio, comportamento che tuttavia non sembra influenzare negativamente l'ospite, e pertanto può essere inquadrato come un rapporto di commensalismo piuttosto che di parassitismo.

## Distribuzione e habitat
La specie è diffusa in Australia e nella parte orientale dell'Indo-Pacifico.